# Vergolder

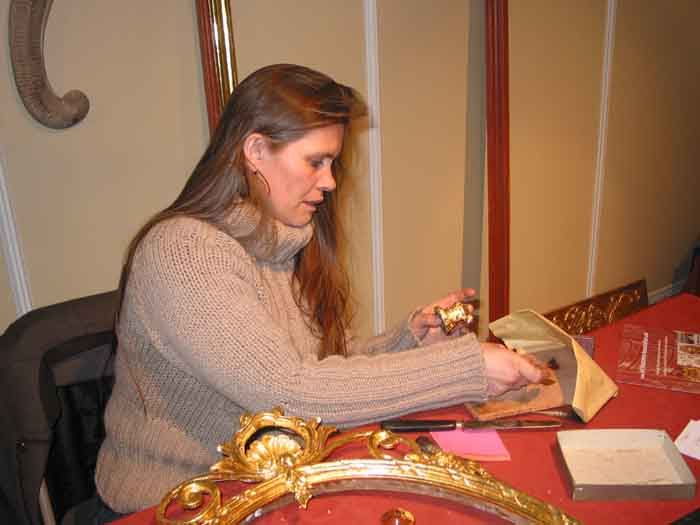
Vergolderin bei der Arbeit an einem Rahmen

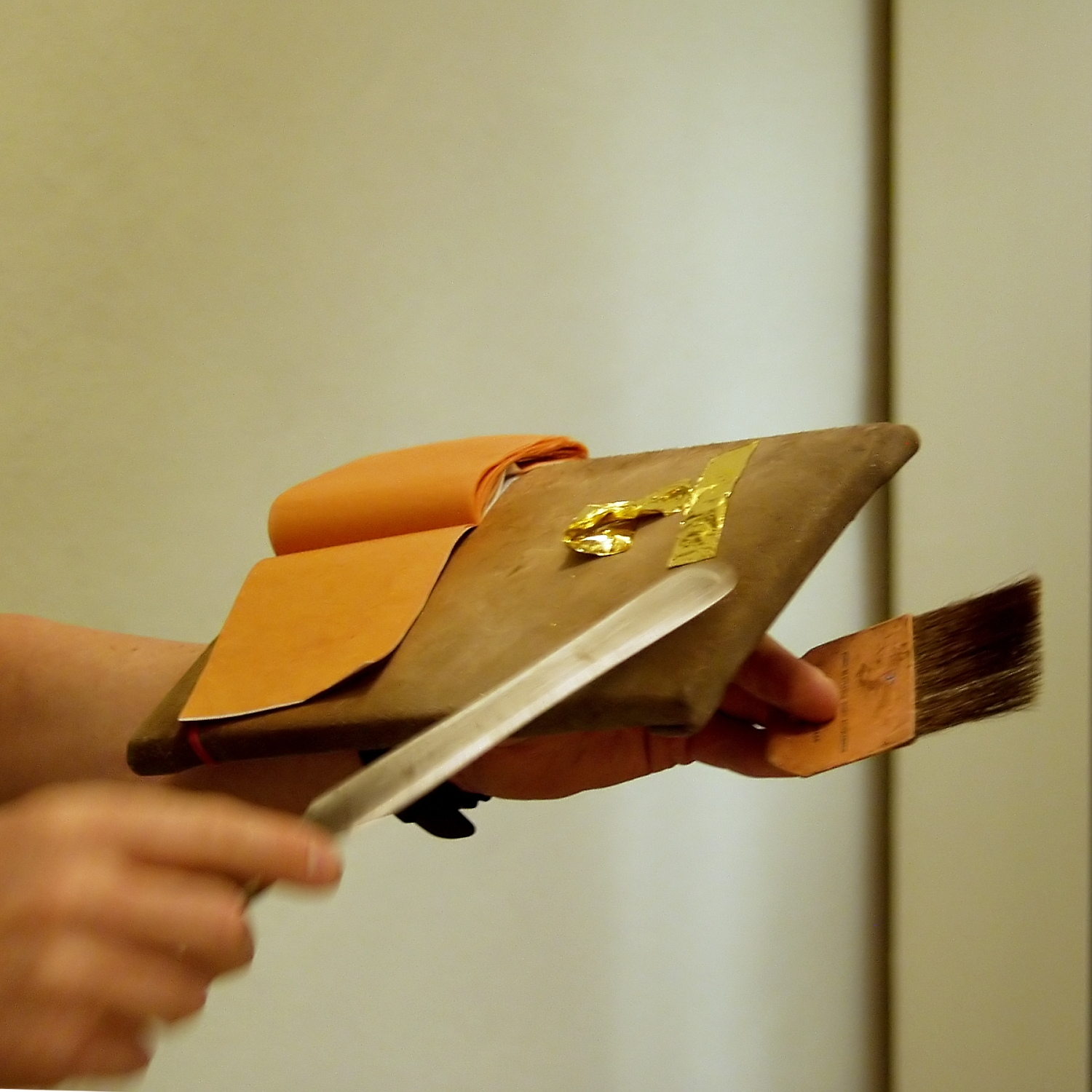
Vergolder bei der Arbeit an einem Bilderrahmen: Blattgold wird zurechtgeschnitten, …

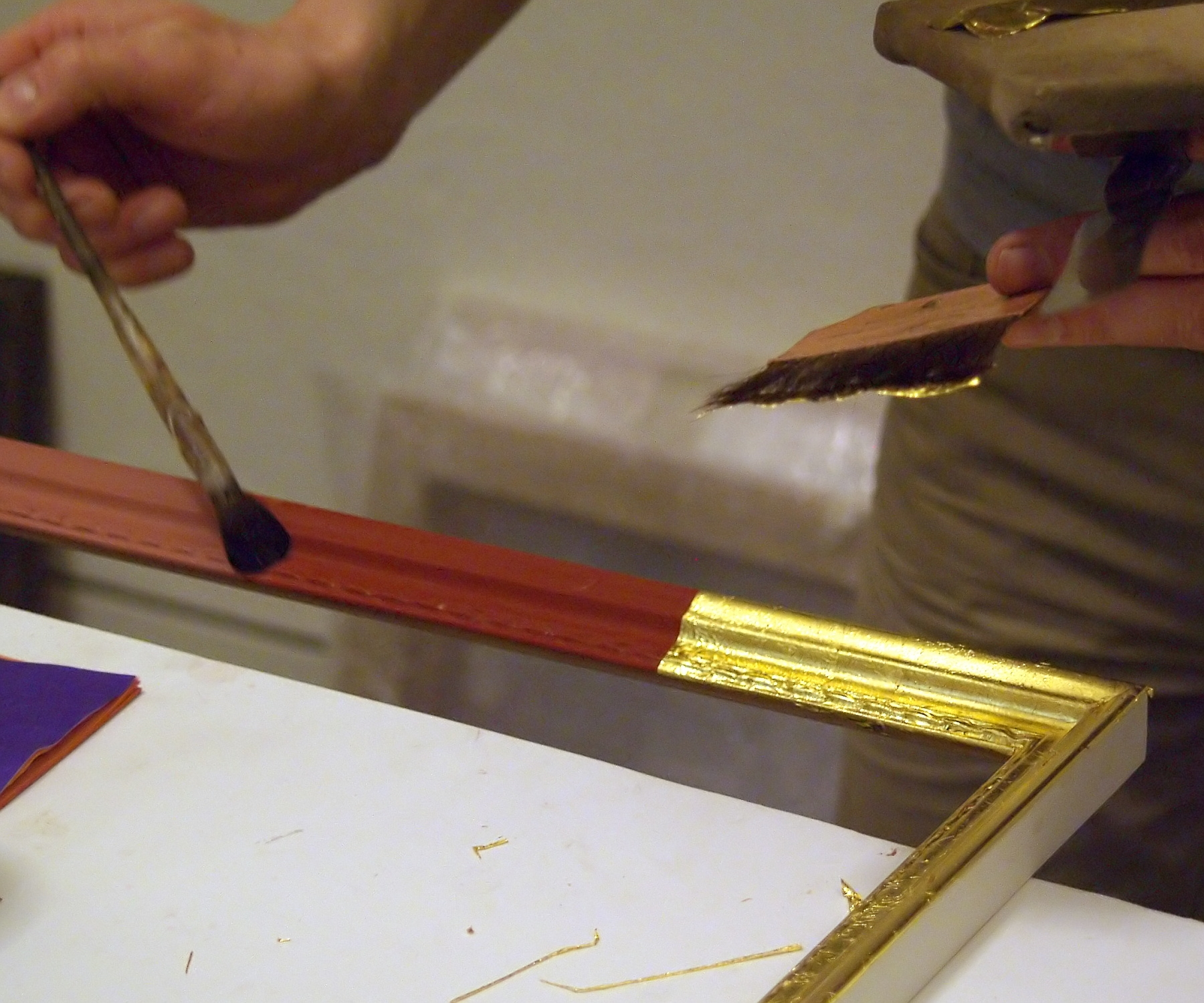
… die „Netze“ wird auf den Rahmen aufgetragen und …

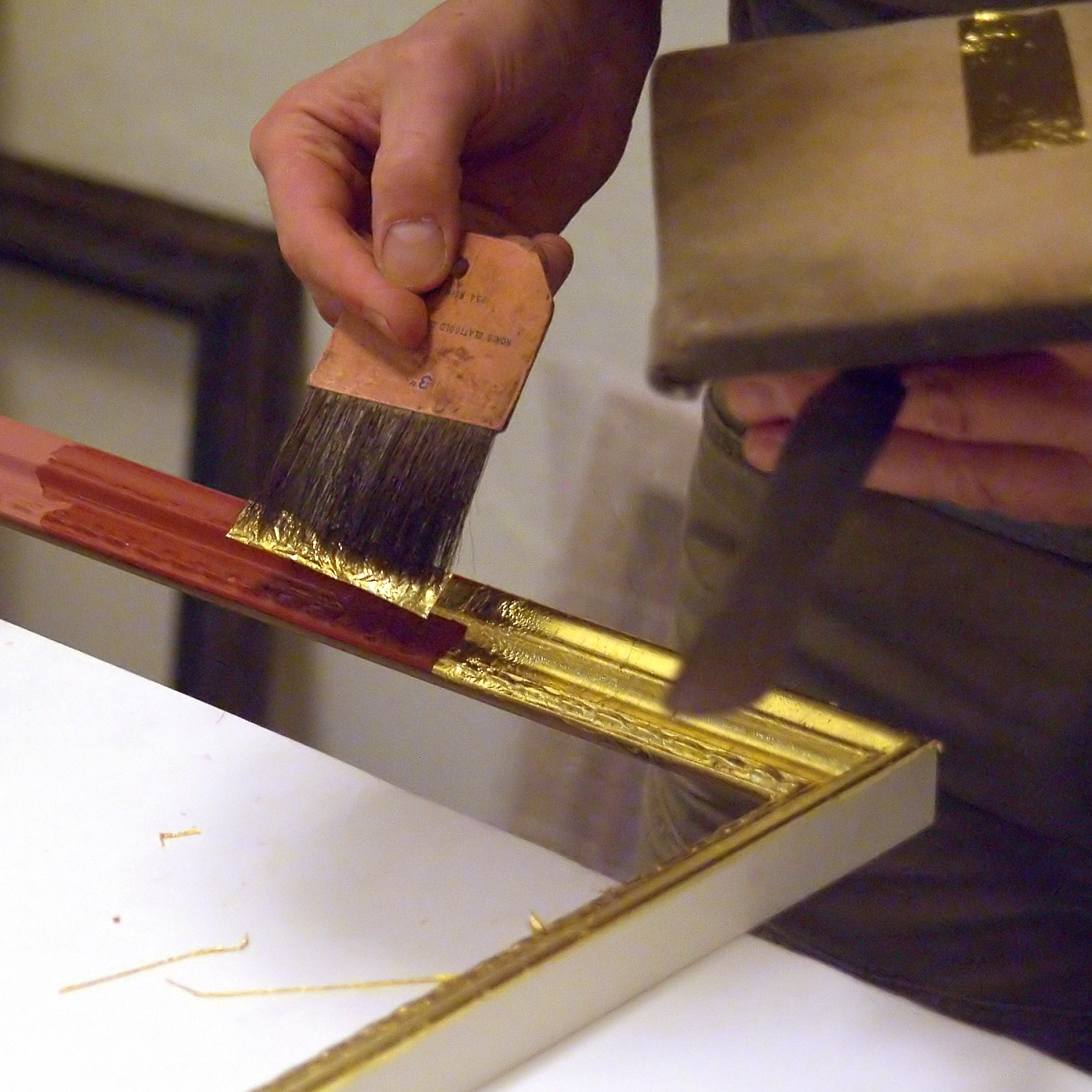
… das Blattgold wird „angeschossen“

Vergolder ist die Berufsbezeichnung eines Handwerks, das sich mit der Veredelung und Gestaltung von Oberflächen jedweder Art beschäftigt, beispielsweise durch mechanisches Aufbringen von Blattgold und anderer Blattmetalle auf metallische und nichtmetallische Trägermaterialien.
Das Handwerk des Vergolders ist aus dem Malerhandwerk hervorgegangen und befasst sich mit dem Vergolden und Bronzieren von Bau-, Raum- und Einrichtungselementen, dem Vergolden von Plastiken, Flächenschmuck sowie Arbeiten der Außenwerbung. Darüber hinaus werden die zu bearbeitenden Oberflächen kunstvoll durch Hoch- und Tiefreliefs, etwa durch die Fertigung von Verzierungen, Gravuren, Masse- oder Kreidegrundauftrag und weitere Techniken gestaltet. Zudem befasst sich das Handwerk mit dem Vergolden von Papier, Pergament, Leder, Textilien und Glas. Hauptsächlich kommen bei der Berufsausübung zwei Techniken zur Anwendung: die Polimentvergoldung und die Ölvergoldung.
Nicht zum Tätigkeitsbereich eines Vergolders gehören in der Regel die chemischen Vergoldungsarten, wie die Elektrolyse aus einer Goldsalzlösung (siehe Galvanotechnik), die Lichtbogendampfvergoldung oder die Feuervergoldung durch Verdampfung des Quecksilbers aus einem aufgebrachten Goldamalgam.

## Frühe Quellen
Blattvergoldungen sind seit der Antike bekannt. In ägyptischen Gräbern sind an Särgen, Mumien usw. heute noch gut erhaltene Vergoldungen zu finden. Von den griechischen Vergoldungen gibt es keine Spuren mehr, jedoch ist aus schriftlichen Quellen bekannt, dass Vergoldungen allgemein üblich waren, z. B. bei der Ausgestaltung privater und öffentlicher Gebäude, in der Ornamentation, an Statuen usw.
Über die römischen Vergoldungen berichtet Plinius. Er gibt erstmals Informationen zur Technik des Vergoldens in der Antike. „Auf Marmor und jenen Gegenständen, die nicht geglüht werden können, befestigt man das Gold mit dem Weißen des Eies, auf Holz mit einer leimartigen Mischung, die man Leukophoron nennt“. Aus dem anschließenden Rezept wird ersichtlich, dass es sich dabei um Polimentvergoldung handelt. In den frühen Jahrhunderten nach Christus entwickelt sich dann die Ölvergoldung.
Aus der spätrömischen Kaiserzeit sowie dem byzantinischen Reich und dem anschließenden Mittelalter stehen umfangreiche Quellen zur Verfügung, in denen ausführliche Angaben zu allen gebräuchlichen Techniken gemacht werden. Die Vergoldung fand in dieser Zeit eine breite Verwendung z. B. in der Buchmalerei.

## Polimentvergoldung

Glanzvergoldung

Die Polimentvergoldung oder auch Polimentglanzvergoldung kommt nur in Innenräumen zur Anwendung, da ihre technische Struktur keinen Schutz vor Feuchtigkeit gewährt. Diese Vergoldungsart ist einzigartig, da mit einem viertausendstel Millimeter dicken Blattgold Oberflächen geschaffen werden, die von massivem Gold nicht zu unterscheiden sind. Die häufigste Anwendung war in der Frühzeit das Schmücken von Altären und christlichen Figuren, wurde dann im Wandel der Zeit für aufwendige Bilderrahmen verwendet. Erste Vergoldungen an Bilderrahmen gab es in der Gotik, als an dem Wasserschlag Verzierungen vergoldet wurden, und fanden ihren Höhepunkt in der Vergoldung von prunkvollen Louis-XIII-Rahmen. 
Als Auflage dient der Polimentvergoldung ein Kreidegrund aus Champagnerkreide oder Bologneser Kreide, die mit organischem Leim gebunden ist. Dieser Kreidegrund wird in mehreren Schichten, meist 4 bis 8 Schichten, aber teilweise auch bis zu 20, aufgetragen. Die Anzahl der Schichten richtet sich nach der Weiterverarbeitung. Die Polierfähigkeit nimmt zu, je mehr Kreidegründe aufgetragen werden. Außerdem sind viele Kreidegründe erforderlich, wenn nach Fertigstellung der Vergoldung noch punziert werden soll. Sehr wichtig ist, dass die Leimkonzentration bei jeder Schicht abnimmt (Aufbau mager auf fett). Dadurch entstehen weniger Oberflächenspannungen beim Trocknen. Diese Vorgehensweise ist beim gesamten Aufbau zu berücksichtigen. Auf den getrockneten und anschließend geschliffenen Kreidegrund erfolgt der Polimentaufstrich. Dazu wird ein feiner Bolus von meist roter, gelber oder graublauer Färbung benutzt. Dieser Ton wird, nachdem er mit venezianischer Seife (eine Seife auf Olivenölbasis) und organischem Leim (meist Hautleim) oder Eiweiß präpariert wurde, nun Poliment genannt. Nachdem der Polimentaufstrich aufgetragen und getrocknet ist, wird die Stelle, die nun vergoldet werden soll, mit der „Netze“ (Wasser und 15- bis 30-prozentigem Ethanol, in früherer Zeit auch Branntwein) angefeuchtet. Es sollte destilliertes Wasser verwendet werden, um Kalkflecken auf der fertigen Vergoldung zu vermeiden. Das Gold wird mit dem Anschießer aufgetragen oder früher mit dem Bilboquet in die mit Netze befeuchtete Stelle „angeschossen“. Es wird deshalb 'angeschossen' genannt, da die Netze eine ganz geringe Oberflächenspannkraft hat und somit das Blattgold schlagartig auf die Flüssigkeit schießt. Als Anschießer wird ein flacher Pinsel bezeichnet. Er besteht bei der Verarbeitung von Blattgold meist aus Fehhaar, das zwischen zwei Pappstreifen montiert ist. Beim Anschießen von Echtsilber wird auch ein Anschießer verwandt, allerdings mit viel dickeren Haaren. Der Anschießer wird leicht gefettet. Je nach zu verarbeitendem Blattmetall werden unterschiedliche Fette benutzt. Bei Blattgold ist es üblich, den Anschießer durch Streichen über die Wange oder das Haupthaar leicht anzufetten; bei Blattsilber wird ein sehr gutes Ergebnis mit Petroleum erreicht. Nachdem die gesamte Fläche so vergoldet und anschließend durchgetrocknet ist, kann das Gold mit einem Polierstein auf Hochglanz gebracht werden.

## Ölvergoldung
Die Ölvergoldung findet Anwendung auf Stein, Metall, Textilien und im Außenbereich. Sie kann nicht wie die Polimentvergoldung poliert werden, ist aber im Gegensatz zu ihr wetterbeständig. Die Vorbereitung des Grundes beschränkt sich hierbei auf einen Ölanstrich, der mit der Zeit antrocknet, bevor das Gold „angeschossen“ wird. Das Anlegeöl (Mixtion) ist ein langsam klebefrei auftrocknendes Öl, das aus Leinöl, Bleiglätte (PbO) und Terpentinöl hergestellt wird.

## Weitere Techniken
Weitere Techniken sind die Mordentvergoldung (auf Wachsbasis), die Vergoldung mit Eiweiß und mit Gelatine (Hinterglasvergoldung). Bei den Metallen werden sowohl Gold, Farbgold, Silber wie auch Aluminium, Zinn, Bronze und andere Kupferlegierungen verwendet.

## Ausbildung
Vergolder ist ein eigenständiger Lehrberuf. In Berufsschulen und Betrieben, oder in manchen allgemeinbildenden Schulen, werden auch Tischler, Maler und Holzbildhauer in der Technik des Vergoldens ausgebildet, die in spezialisierten Betrieben der Restauration und des Kunsthandwerks im Bereich der Vergoldung tätig sind. In Frankreich gilt die Compagnons du Devoir als Schmiede für angehende Kunsthandwerker.

## Anwendung
Das Handwerk kommt vorwiegend bei der Restaurierung alter Kunstwerke und von Architekturteilen sowie bei der Herstellung von Bilderrahmen und der Gestaltung von Büchern und Werbeflächen zum Einsatz. Hochwertige Materialien und aufwändige Verzierungen der Gewerke des Sattlers, Steinmetz, Bildhauers, Metallgießer, Kunstschmieds und Buchbinders werden häufig in Teilbereichen vergoldet.

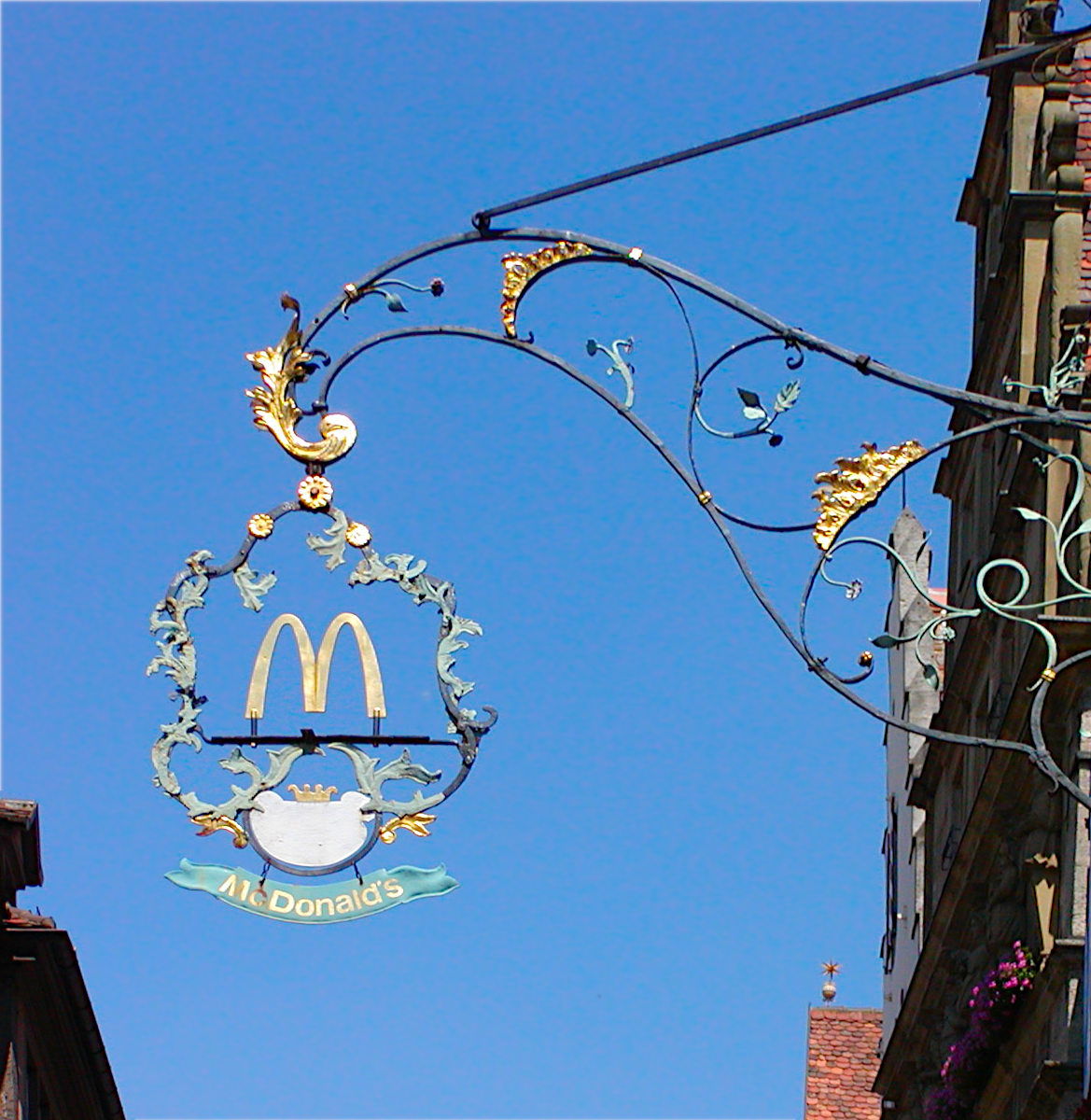
Vergoldetes McDonald’s-Schild in Rothenburg ob der Tauber

 Insbesondere bei Gräbern und Gedenkstätten wird häufig vergoldet.

## Status
Mit November 2017 hat die UNESCO den Beruf „Vergolden & Staffieren“ auf die Liste des Traditionellen Handwerks in Österreich aufgenommen.